# 路德维希一世 (巴伐利亚)
路德维希一世（德語：Ludwig I，1786年8月25日—1868年2月29日），全名路德维希·卡尔·奥古斯特（德語：Ludwig Karl August），巴伐利亚国王，1825年至1848年在位。巴伐利亚第一任国王马克西米利安一世的长子，母親为黑森-達姆施塔特的奧古斯塔·威廉明妮。路德维希这个名字来源于他的教父法國国王路易十六。
1810年10月12日，当时还是王储的他与萨克森-希尔德布格豪森公主特蕾莎结婚，为这场婚姻在慕尼黑举行的庆祝活动演变成了一年一度的慕尼黑啤酒节（Oktoberfest）。1825年，路德维希的父亲马克西米利安一世去世，他继承了他父亲的巴伐利亚王位。为了加快新增加的国土与原巴伐利亚国土的一体化，他在巴伐利亚国王的头衔前又附加了法兰克尼亚和施瓦本公爵的称号。
路德维希一世是一位古典艺术的爱好者。在他的王储时代，就开始收购艺术品，尤其是古希腊、古罗马的艺术珍宝，并与当时许多艺术大家保持联系。婚后不久，他倡议兴建了格里陶德博物馆（Glyptothek）用于展览他收藏的古希腊、古罗马雕塑。登基后他将慕尼黑建设成一个艺术的城市：他将当时著名的艺术家和建筑家如利奥·冯·克棱茨（Leo von Klenze，格里陶德博物馆的设计者）、彼得·冯·柯内留斯（Peter von Cornelius）等招揽至慕尼黑；修建了路德维希大道和慕尼黑王宫；1853年又兴建了新美术馆（Neue Pinakothek）；并于1826年将巴伐利亚国立大学从兰茨胡特迁到了慕尼黑。现今慕尼黑的许多建筑都是路德维希一世时代的产物。
路德维希一世也鼓励工业的发展。他下令建造了德国的第一条铁路（1835年，从纽伦堡至菲尔特），取名“巴伐利亚路德维希铁路”（Bayerische Ludwigsbahn）；随后建立了第二条，从路德维希港到贝克斯巴赫的“普法尔茨路德维希铁路”（Pfälzische Ludwigsbahn）。他还发起了连接美因河和多瑙河的路德维希运河的修建，从而将北海和黑海连接了起来。
路德维希一世执政之初，他的政治倾向较为宽松。路德维希一世支持希腊的独立战争，1832年，他的次子奥托被选为希腊国王。1830年法国七月革命以及欧洲革命运动日益发展后，他的政治倾向日益反动。普法尔茨人民与巴伐利亚当局的矛盾日益加深，于1832年在普法尔茨爆发了汉巴赫节起义。路德维希一世加强了书刊、信件的检查机制，这遭到了人民的普遍反对。与情妇罗拉·蒙特斯的绯闻加深了人民的反抗情绪。最终路德维希一世在1848年革命中被迫退位，让位给长子马克西米利安二世。
路德维希一世于1868年2月29日在法国尼斯去世，终年81岁。

## 早年
他出生於施特拉斯堡的茨魏布呂肯宮廷，是茨魏布呂肯的普法爾茨伯爵馬克西米利安約瑟夫（後來的巴伐利亞馬克西米利安一世約瑟夫）與他的第一任妻子黑森-達姆施塔特的奧古斯塔·威廉敏娜公主所生的兒子。在他出生時，他的父親是駐紮在斯特拉斯堡的法國軍隊的一名軍官。他是法國路易十六的教子，也以其教父命名。
1795年4月1日，他的父親接替路德維希的叔叔卡爾二世成為茨魏布呂肯公爵，並於1799年2月16日成為巴伐利亞選帝侯和萊茵行宮伯爵、帝國大管家和貝格公爵（由於蘇爾茨巴赫支的選侯卡爾·特奧多爾去世）。他的父親於1806年1月1日繼承了巴伐利亞國王的頭銜。
從1803年開始，路德維希在蘭茨胡特學習，師從約翰·邁克爾·賽勒(Johann Michael Sailer)，並在哥廷根學習。1810年10月12日，他與薩克森-希爾德堡豪森公爵腓特烈的女兒薩克森-希爾德布格豪森的特蕾莎（1792–1854)結婚。婚禮是有史以來第一次慕尼黑啤酒節。 
路德維希強烈反對他的父親與法國拿破崙一世的聯盟，但儘管他的反法傾向，王儲不得不在1806年加入皇帝與巴伐利亞盟軍的戰爭。作為第七軍團第一巴伐利亞師的指揮官，他1809年在弗朗索瓦·約瑟夫·勒菲弗元帥手下服役。4月20日，他率領他的師參加了阿本斯貝格戰役。
根據1813年10月8日的里德條約，巴伐利亞離開萊茵邦聯並同意加入第六次反法同盟，以換取其繼續享有主權和獨立地位的保證。10月14日，巴伐利亞正式向拿破崙法國宣戰。該條約得到路德維希王儲和馮·雷德元帥的熱烈支持。 
早在1815年的維也納會議上，路德維希就提倡德國的民族政策。直到1816年，王儲一直擔任薩爾茨堡公國的總督，他強烈反對將薩爾茨堡割讓給奧地利。他的第二個兒子奧托，即後來的希臘國王，就出生在那裡。1816年至1825年的大部分時間，他都維爾茨堡度過。他還多次前往意大利旅行，並經常住在羅馬的馬耳他別墅，後來他也買下了這座別墅（1827年）。路德維希作為親希臘人慷慨支持希臘獨立戰爭，他在1821年的戰爭中從他的私人資金中提供了150萬弗羅林的貸款。
1817年，路德維希還捲入了他反對其政策的首相馬克斯·約瑟夫馮蒙特格拉斯伯爵的垮台。他於1825年繼承了他父親的王位。 

## 統治
路德維希的統治受到他對藝術和女性的熱情以及他過度的皇室自信的強烈影響。
作為德國中世紀的狂熱愛好者，路德維希下令重建巴伐利亞的幾座在德國調停期間關閉的修道院。他於1837年重組了巴伐利亞的行政區域，並重新引入了舊名稱上下巴伐利亞、弗蘭肯、士瓦本、上下普法爾茨。他將自己的王室頭銜改為巴伐利亞國王、弗蘭肯公爵、士瓦本公爵和普法爾茨選帝侯路德維希。他的繼任者保留了這些頭銜。
路德維希將普法爾茨東部與巴伐利亞重新統一的計劃未能實現。當法國首先吞併萊茵河左岸，包括大約一半的巴伐利亞普法爾茨，然後將包括曼海姆和海德堡在內的右岸剩餘部分交給巴登時，普法爾茨選侯國曾是維特爾斯巴赫家族的領地，但在拿破崙統治下已經消失1803年德國世俗化期間。1815年，巴登對曼海姆和海德堡的佔有得到確認，只有左岸領土被歸還給巴伐利亞。路德維希在那裡建立了路德維希港市，作為曼海姆的巴伐利亞競爭對手。
路德維希於1826年將路德維希-馬克西米利安大學從蘭茨胡特遷至慕尼黑，奠定了今日慕尼黑大學的基礎。國王還鼓勵巴伐利亞的工業化。他在美因河和多瑙河之間開闢了路德維希運河。1835年，德國第一條鐵路巴伐利亞路德維希鐵路在他的領地建成，這條鐵路位於菲爾特和紐倫堡之間。巴伐利亞於1834年加入德意志關稅同盟。
由於路德維希支持希臘的獨立鬥爭，他的次子奧託於1832年當選為希臘國王。奧託的政府最初由一個由巴伐利亞宮廷官員組成的三人攝政委員會管理。 
1830年法國七月革命後，路德維希以前的自由主義政策越來越壓抑。1832年的漢巴赫節揭示了高稅收和審查制度引起的民眾不滿。與1832年5月的動亂有關，啟動了大約142項政治審判。被宣判的七名死刑被國王減為長期監禁。路德維希在位期間進行了大約1,000次政治審判。他在1825年廢除審查制度後恢復了嚴格的審查制度，但遭到大部分民眾的反對。
1837年，在羅馬天主教會的支持下，教宗至上論的政客控制了巴伐利亞議會，並開始了一場修改憲法的運動，例如取消早先授予新教徒的公民權利，以及實施政治審查制度。1838年8月14日，國王下令所有軍人在聖體聖體遊行和教堂禮拜中跪在聖體前。這項政策在1803年之前巴伐利亞仍然幾乎是純天主教徒時就已實施，但現在已停止將大片新教地區納入其中。1841年巴登新教女王卡羅琳葬禮期間的天主教騷亂引發了醜聞。對他心愛的繼母的這種對待永久地軟化了卡羅琳的繼子路德維希一世的態度，儘管他與薩克森-希爾德堡豪森的新教公主特蕾莎結婚，但在此之前他一直是新教的強烈反對者。教宗至上論的政權只是因為他們反對路德維希一世的愛爾蘭出生的情婦伊麗莎·吉爾伯特（她的藝名蘿拉·蒙特茲更為人所知）的入籍而結束。路德維希對這一舉動表示不滿，其領袖卡爾·馮·阿貝爾領導下的上議院被趕下台。
早在1844年，路德維希就面臨著巴伐利亞的啤酒騷亂。在1848年的革命中，國王面臨學生和中產階級越來越多的抗議和示威。國王於2月下令關閉大學，3月4日，一大群人襲擊了軍械庫，衝進了慕尼黑王宮。路德維希的弟弟卡爾王子設法安撫了抗議者，但現在王室和內閣轉而反對路德維希。他不得不簽署了所謂的“三月宣言”，做出了實質性的讓步。1848年3月16日，由於洛拉·蒙特茲在短暫流放後返回慕尼黑，隨後又發生了新的動盪。路德維希不得不讓警察在3月17日對她進行搜身，這對他來說是最嚴重的羞辱。路德維希不願以君主立憲制統治，於1848年3月20日退位，讓位給長子馬克西米利安。
路德維希在退位後又活了20年，並且仍然具有影響力，尤其是當他繼續他的幾個文化項目時。他在慕尼黑的大部分時間都居住在新哥特式建築維特爾斯巴赫宮，該宮曾經是為他的繼任者建造的，並不受路德維希的喜愛。他於1868年在尼斯去世，死後葬於他下令建造的慕尼黑聖博尼法斯修道院。

## 遺產
作為古希臘和意大利文藝復興時期的崇拜者，路德維希作為許多新古典主義建築（尤其是在慕尼黑）的主要人物和狂熱的收藏家贊助藝術。除其他外，他委託建造了瓦爾哈拉神廟、解放紀念館、Pompejanum、路德維希大街、巴伐利亞雕像、名人堂、古代雕塑展覽館、新繪畫陳列館。他的建築師利奧·馮·克倫茲和弗里德里希·馮·加特納（Friedrich von Gärtner）也對現代雅典的城市景觀產生了強烈影響。
作為王儲路德維希已經為他的博物館和畫廊收藏了早期德國和早期荷蘭繪畫、意大利文藝復興時期的傑作以及當代藝術。他還特別重視收集希臘和羅馬雕塑。通過他的代理人，他設法獲得了Medusa Rondanini、Barberini Faun等作品，並於1813年從埃伊納島上的阿法埃婭神廟獲得了雕像。他最著名的構想之一是著名的“Schönheitengalerie”（美女畫廊），位於他位於慕尼黑的寧芬堡宮的南亭中。主要由約瑟夫·卡爾·斯蒂勒在1827年至1850年間繪製的36幅美女肖像畫集。
同樣在他退位後，路德維希仍然是藝術的重要而慷慨的讚助商。這與他的兒子和繼任者馬克西米利安發生了幾次沖突。最後，路德維希用自己的資源資助了他的項目。
由於路德維希國王的親希臘主義，他將巴伐利亞的德語名稱拼寫由“Baiern”改為“Bayern”，而那裡的德語方言保留了其原始拼寫“Bairisch”——I與源自希臘語的Y。
路德維希是一位古怪而臭名昭著的詩人。他會用一串串押韻的對聯來寫任何東西，無論多麼微不足道。為此，國王被海因里希·海涅取笑，海涅以路德維希的風格寫了幾首諷刺詩。具有諷刺意味的是，路德維希的瓦爾哈拉神廟在2009年將海涅的半身像加入了收藏。

## 子女
路德维希一世与王后特雷莎有四子五女：
- 马克西米利安 （1811年-1864年），巴伐利亚國王
- 玛蒂尔德·卡罗琳（1813年-1862年），黑森大公夫人
- 奥托（1815年-1867年），希腊国王
- 柳特波德（1821年-1912年），巴伐利亞摄政
- 阿黛爾岡德（1823年-1914年），摩德納公爵夫人
- 希爾德加德（1825年-1864年），特申公爵夫人
- 亞歷山德拉（1826年-1875年）
- 阿達爾貝特（1828年-1875年）

| 路德维希一世 (巴伐利亚) 维特尔斯巴赫王朝出生于：1786年8月25日逝世於：1868年2月29日 | 路德维希一世 (巴伐利亚) 维特尔斯巴赫王朝出生于：1786年8月25日逝世於：1868年2月29日 | 路德维希一世 (巴伐利亚) 维特尔斯巴赫王朝出生于：1786年8月25日逝世於：1868年2月29日 |
| 統治者頭銜                                                                         | 統治者頭銜                                                                         | 統治者頭銜                                                                         |
| ---------------------------------------------------------------------------------- | ---------------------------------------------------------------------------------- | ---------------------------------------------------------------------------------- |
| 前任： 馬克西米利安一世                                                            | 巴伐利亞國王 1825年—1848年                                                         | 繼任： 馬克西米利安二世                                                            |